# Ла-Пампа
Ла-Па́мпа (ісп. La Pampa) — провінція Аргентини, розташована в центрі країни. Межує з провінціями Кордова на півночі, далі за годинникової стрілкою: Буенос-Айрес, Ріо-Неґро, Неукен, Мендоса і Сан-Луїс. Столиця провінції — Санта-Роса. Населення провінції — 317 тис. мешканців, площа — 143 тис. км².

## Історія
До приходу європейців у XVI ст. землі, де зараз знаходиться провінція Ла-Пампа були заселені індіанськими племенами пуельче і теуельче.
Першим європейцем, який побував у Пампі, був Херонімо Луїс де Кабрера 1534 року. 1662 року її відвідав Ернандарьяс.
У XVIII ст. більша частина території Пампи була окупована індіанцями ранкуельче. Спротив корінних жителів колонізаторам був настільки сильним, що під владу Буенос-Айреса Пампа перейшла лише під час правління Хуана Мануеля де Росаса.
17 жовтня 1862 року Пампу було законодавчо проголошено частиною території Аргентини, після чого на неї почали претендувати провінції Буенос-Айрес і Мендоса. 11 жовтня 1878 року було створено губернаторство Патагонія, куди увійшла і територія Пампи. 1879 року було оголошено кампанію завоювання пустелі, в результаті якої значні площі у Пампі були заселені колоністами і освоєні під сільське господарство.
1882 року було засновано перше місто на території Пампи — Вікторіка. Того ж року було засноване і друге місто під назвою Хенераль-Ача, яке невдовзі стало столицею.
24 жовтня 1882 року було затверджено закон, яким губернаторство Патагонія було поділене за ріками Агріо, Неукен і Негро на дві частини: Ла-Пампа (або Центральна Пампа) і Патагонія. Територію Пампи було поділено на сто наділів по 10 тисяч гектарів і продано з публічних торгів.
Законом від 16 жовтня 1884 року губернаторство Патагонія було поділено на національні території, серед яких була і Ла-Пампа. Тоді ж було встановлено і її кордони. Першим губернатором Ла-Пампи став Хуан Аяла.
28 вересня 1907 року від Ла-Пампи було відділено територію площею 200 000 гектарів, яка була поділена між провінціями Мендоса і Буенос-Айрес.
29 березня 1900 року столицю Ла-Пампи було перенесено до міста Санта-Роса указом президента Хуареса Сельмана.
Декретом від 20 жовтня 1915 року 21 з 22 департаментів національної території, які раніше були просто пронумеровані, були дані індіанські назви.
8 серпня 1951 року Ла-Пампа отримала статус провінції. 1952 року було прийнято її першу конституцію, за якою назву провінції було змінено на Ева-Перон. 1955 року після військового перевороту провінції було повернено її початкову назву, яка збереглася досі.

## Географія
Як видно з назви провінції, більшу частину її території займає Пампа, яка має рівнинний рельєф. Захід провінції більш горбистий, найвища точка Серро-Негро (1125 м) знаходиться на північно-західному кордоні.
Клімат Ла-Пампи помірний, середня річна кількість опадів становить 500 мм на північному сході і зменшується на захід.
Водні ресурси провінції небагаті. Найважливішими річками є Десагвадеро, Атуель, Тунуян, Діаманте, Мендоса, Сан-Хуан, Колорадо. Також є декілька невеликих озер.
Більшість території Ла-Пампи займають степи і напівпустелі, на заході є досить густі ліси.
Місцева фауна представлена пумами, гуанако, магеллановими собаками, патагонськими зайцями, нанду, броненосцями, віскаші, боа, каракарами, грифами, кондорами (особливо на заході). Були винищені традиційні для цих місць пампінські олені, ягуари. Водночас були завезені сюди кабани, олені, аксиси, лані, зайці.

## Економіка
Рослинництво найбільше розвинуте на північному заході провінції, завдяки сприятливому клімату і якісним ґрунтам. Вирощують зернові, олійні і кормові культури. Найважливішими сільськогосподарськими культурами є пшениця, кукурудза і соняшник.
Скотарство є основою економіки Ла-Пампи і розвинуте по всій її території. Переважає вирощування великої рогатої худоби на м'ясо. Останніми роками також набуває значення бджільництво.
Експорт Ла-Пампи зріс з 2001 по 2009 роки на 98 % завдяки розвитку саме у галузях скотарства і вирощування зернових.

## Освіта
| Освіта у провінції Ла-Пампа (2009) | Освіта у провінції Ла-Пампа (2009) | Освіта у провінції Ла-Пампа (2009) | Освіта у провінції Ла-Пампа (2009) |
| Рівень                             | Навчальних закладів                | Учнів                              | Працівників                        |
| ---------------------------------- | ---------------------------------- | ---------------------------------- | ---------------------------------- |
| Дошкільні                          | 80                                 | 7 923                              | 560                                |
| - державні                         | 61                                 | 6 556                              | 473                                |
| - приватні                         | 19                                 | 1 367                              | 87                                 |
| Початкові                          | 207                                | 34 798                             | 3 168                              |
| - державні                         | 194                                | 31 889                             | 2 962                              |
| - приватні                         | 13                                 | 2 909                              | 206                                |
| Середні                            | 192                                | 28 582                             | 1 528                              |
| - державні                         | 152                                | 23 017                             | 1 255                              |
| - приватні                         | 40                                 | 5 565                              | 273                                |
| Вищі                               | 18                                 | 3 916                              | 150                                |
| - державні                         | 8                                  | 1 289                              | 81                                 |
| - приватні                         | 10                                 | 2 627                              | 69                                 |

## Адміністративно-територіальний поділ
Провінція Ла-Пампа поділяється на 22 департаменти і 58 муніципалітетів. Поділ на муніципалітети не збігається з поділом на департаменти, тому територія деяких муніципалітетів знаходиться у декількох департаментах одночасно. З 1915 року департаменти носять назви мовою місцевих індіанців.
| Департамент   | Адміністративний центр | Рік створення | Населення (2010) | Площа (км²) | Мапа |
| ------------- | ---------------------- | ------------- | ---------------- | ----------- | ---- |
| Атреуко       | Макачін                | 1888          | 10.116           | 3.580       |      |
| Калеу-Калеу   | Ла-Адела               | 1888          | 2.336            | 9.078       |      |
| Столичний     | Санта-Роса             | 1904          | 104.540          | 2.525       |      |
| Катріло       | Катріло                | 1888          | 7.114            | 2.555       |      |
| Чалілео       | Санта-Ісабель          | 1888          | 2.999            | 8.917       |      |
| Чапалеуфу     | Інтенденте-Альвеар     | 1888          | 11.434           | 2.570       |      |
| Чікаль-Ко     | Альгарробо-де-Агіла    | 1888          | 1.502            | 9.117       |      |
| Конело        | Едуардо-Кастекс        | 1915          | 14.246           | 5.052       |      |
| Курако        | Пуельчес               | 1888          | 1.039            | 13.125      |      |
| Гватраче      | Гватраче               | 1915          | 8.772            | 3.525       |      |
| Укаль         | Бернасконі             | 1888          | 7.555            | 6.047       |      |
| Льюель-Калель | Кучільйо-Ко            | 1888          | 434              | 12.460      |      |
| Лімай-Мауйда  | Лімай-Мауйда           | 1888          | 506              | 9.985       |      |
| Ловентуе      | Вікторіка              | 1888          | 8.616            | 9.235       |      |
| Марако        | Хенераль-Піко          | 1915          | 59.033           | 2.555       |      |
| Пуелен        | 25 травня              | 1888          | 9.479            | 13.160      |      |
| Кему-Кему     | Кему-Кему              | 1915          | 8.473            | 2.557       |      |
| Ранкуль       | Парера                 | 1888          | 10.604           | 4.933       |      |
| Реаліко       | Реаліко                | 1915          | 15.927           | 2.450       |      |
| Тоай          | Тоай                   | 1915          | 12.329           | 5.092       |      |
| Тренель       | Тренель                | 1915          | 5.332            | 1.955       |      |
| Утракан       | Хенераль-Ача           | 1888          | 14.554           | 12.967      |      |